# 赤胸啄木鸟
赤胸啄木鸟（学名：Dryobates cathpharius）为啄木鸟科的鸟类。该物种的模式产地在印度。

## 亚种
- 赤胸啄木鸟指名亚种（学名：Picoides cathpharius cathpharius）。分布于中國西藏、尼泊爾中西部與印度東北的阿魯納恰爾邦。该物种的模式产地在印度。[3]
- 赤胸啄木鸟西藏亚种（学名：Picoides cathpharius ludlowi）。分布於雅魯藏布江流域。该物种的模式产地在西藏。[4]
- 赤胸啄木鸟東南亚种（学名：Picoides cathpharius pyrrhothorax）。分布于若開山一帶。